# Reinholterode
Reinholterode est une commune allemande située dans l'arrondissement d'Eichsfeld en Thuringe.

## Géographie

Situation de Reinholterode dans l'arrondissement

Reinholterode est située dans le nord de l'arrondissement. La ville fait partie de la Communauté d'administration de la Leine et se trouve à 6 km au nord-est de Heilbad Heiligenstadt, le chef-lieu de l'arrondissement.

## Histoire
Reinholterode a appartenu à l'Électorat de Mayence jusqu'en 1802 et à son incorporation à la province de Saxe dans le royaume de Prusse. Elle s'est appelée Rheinholterode jusqu'en 1935.
La commune fut incluse dans la zone d'occupation soviétique après la Seconde Guerre mondiale avant de rejoindre le district d'Erfurt en RDA jusqu'en 1990.

## Démographie
| 1910 | 1933 | 1939 | 1997 | 2000 | 2004 | 2010 |
| ---- | ---- | ---- | ---- | ---- | ---- | ---- |
| 707  | 779  | 758  | 761  | 816  | 821  | 798  |